# 吃面条
吃面条是1984年中国中央电视台春节联欢晚会中由陈佩斯与朱时茂所表演的喜剧小品，这个小品不仅

## 剧情
小品吃面条所讲述的是陈小二（陈佩斯饰）在导演（朱时茂）的片子里扮演了吃面条的人，由于陈小二总遇到了各种麻烦（例如台词等），因此导演只好命令陈小二多排几次同样的内容，即吃面条。由于一连犯了8个错误于是陈小二重复吃了8碗面条。对此，陈小二再也坚持不住因此被送到了医院中。

## 反响
在小品播出之后，立即受到了广大观众的欢迎。陈佩斯及朱时茂成为了80、90年代的喜剧明星。不仅如此，小品吃面条还开创了小品的先河，成为了新的戏剧艺术之一。并在1989年之后，小品逐步取代相声成为春晚的第一主角。

## 相关
- 1984年中国中央电视台春节联欢晚会